# Oxiodonteri
Els oxiodonteris (Oxyodontherium) són un gènere extint de mamífers litopterns de la família dels macrauquènids que visqueren a Sud-amèrica des del Miocè superior fins al Plistocè superior, fa entre 11.700 anys i 8 milions d'anys. Se n'han trobat restes fòssils a les províncies argentines de Buenos Aires, Entre Ríos i San Luis. Eren de constitució més esvelta que els seus parents propers, els scalabriniteris. Tenien les primeres dents premolars inferiors concentrades en un espai relativament petit. El nom genèric Oxyodontherium significa ‘bèstia de dents afilades’.